# 1981 dans les parcs de loisirs
| Années des parcs de loisirs : 1978 - 1979 - 1980 - 1981 - 1982 - 1983 - 1984    |
| Décennies des parcs de loisirs : 1950 - 1960 - 1970 - 1980 - 1990 - 2000 - 2010 |

## Parcs d'attractions

### Ouverture
- Canada's Wonderland ( Canada) ouvert au public le 23 mai.
- Darien Fun Country ( États-Unis) - Aujourd'hui connu sous le nom Six Flags Darien Lake
- Djurs Sommerland ( Danemark)
- Dreamworld ( Australie) ouvert au public le 15 décembre.
- Florida Parc ( France)

## Événements
- Janvier
  - 8 janvier -  États-Unis - Disneyland accueille son 200 millionième visiteur[1].
- Avril
  - 21 avril -  États-Unis - Ouverture au public de The Bat, à Kings Island ; le premier modèle de montagnes russes à véhicules suspendus au monde[2].

## Attractions
Ces listes sont non exhaustives.

### Montagnes russes

#### Délocalisations
| Nom         | Type/Modèle   | Constructeur | Parc             | Pays       | Anciennement                 |
| ----------- | ------------- | ------------ | ---------------- | ---------- | ---------------------------- |
| Firecracker | Assise/Z47    | Pinfari      | Santa Claus Land | États-Unis | Cyclone à Geauga Lake        |
| Keverbaan   | Junior/Tivoli | Zierer       | Bellewaerde      | Belgique   | Marienkäferbahn à Gröverland |

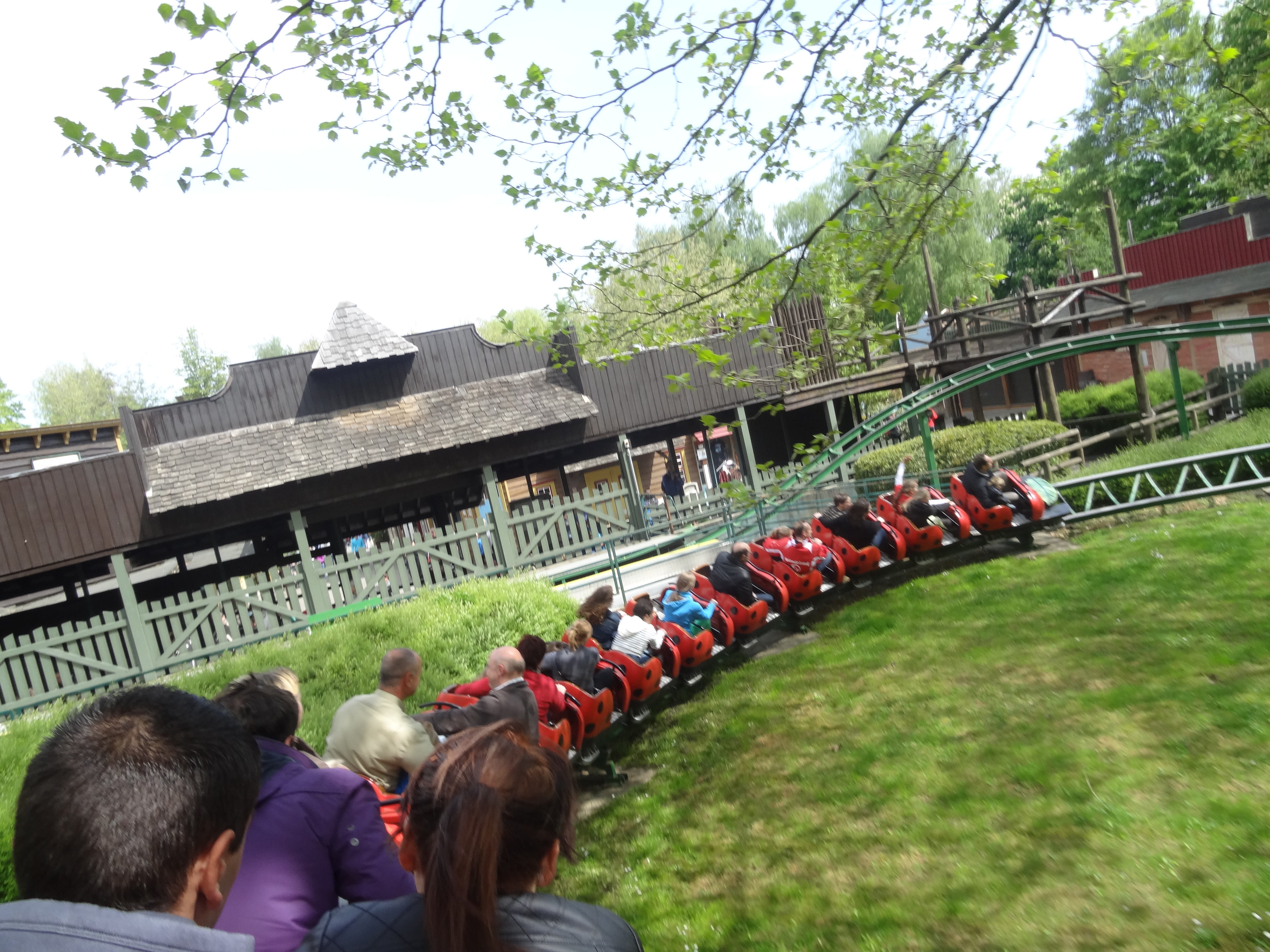
Keverbaan à Bellewaerde

#### Nouveautés
| Nom                                                              | Type/Modèle         | Constructeur                   | Parc                               | Pays        |
| ---------------------------------------------------------------- | ------------------- | ------------------------------ | ---------------------------------- | ----------- |
| Achtbaan Devenu Green Snake en 2018.                             | Junior/Tivoli       | Zierer                         | De Valkenier                       | Pays-Bas    |
| American Eagle                                                   | Bois                | Intamin                        | Six Flags Great America            | États-Unis  |
| Bat                                                              | Suspendues          | Arrow Dynamics                 | Kings Island                       | États-Unis  |
| Big Apple                                                        | Junior/Big Apple    | Pinfari                        | Astroland                          | États-Unis  |
| Blauer Enzian Devenu Thunder Run en 1986.                        | E-Powered           | Mack Rides                     | Canada's Wonderland                | Canada      |
| Catarina Voladora Devenu Tsunami en 2002.                        | Junior/Tivoli       | Zierer                         | Reino Aventura                     | États-Unis  |
| Chenille Fantastique                                             | E-Powered           | Soquet                         | Le Pal                             | France      |
| Crazy Mouse                                                      | Wild Mouse          | Togo                           | Tobu Zoo (en)                      | Japon       |
| Dragon Fire                                                      | Assise              | Arrow Dynamics                 | Canada's Wonderland                | Canada      |
| Jet Scream                                                       | Assise/Looping Star | Anton Schwarzkopf              | Six Flags Over Mid-America         | États-Unis  |
| Jumbo Jet                                                        | Assise/Jet 400      | Anton Schwarzkopf              | Drayton Manor                      | Royaume-Uni |
| Ladybug Devenu Brain Teaser en 1997.                             | Junior/Tivoli       | Zierer                         | Darien Fun Country                 | États-Unis  |
| Looping Star                                                     | Assise/Looping Star | Anton Schwarzkopf              | Dreamland Margate                  | Royaume-Uni |
| Looping Star                                                     | Assise/Silverarrow  | Anton Schwarzkopf              | OK Corral                          | France      |
| Loop the Loop                                                    | Navette             | Meisho Machines                | Siam Park City                     | Thaïlande   |
| Mariehønen                                                       | Junior/Tivoli       | Zierer                         | Bakken                             | Danemark    |
| Mighty Canadian Minebuster                                       | Bois                | Philadelphia Toboggan Company  | Canada's Wonderland                | Canada      |
| Python                                                           | Assise              | Vekoma                         | Efteling                           | Pays-Bas    |
| Scooby's Gasping Ghoster Coaster Devenu Ghoster Coaster en 2010. | Bois                | Philadelphia Toboggan Company  | Canada's Wonderland                | Canada      |
| Super Manège                                                     | Assise              | Vekoma                         | La Ronde                           | Canada      |
| Super Tornado Devenu Flying Tiger en 2011.                       | Assises/Whirlwind   | Vekoma                         | Hollywood & Safaripark Stukenbrock | Allemagne   |
| Wild Beast                                                       | Bois                | Philadelphia Toboggan Coasters | Canada's Wonderland                | Canada      |

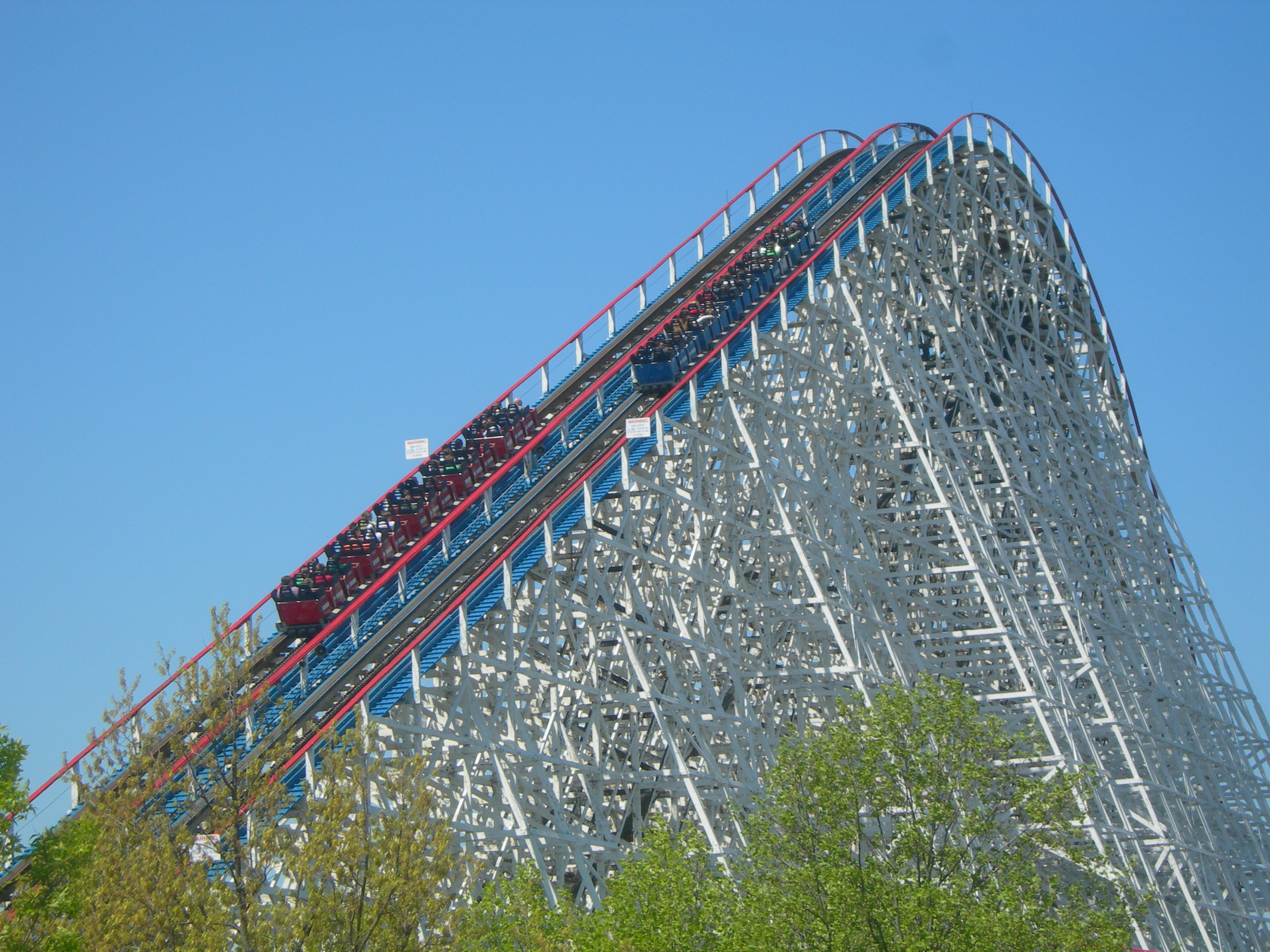
American Eagle à Six Flags Great America
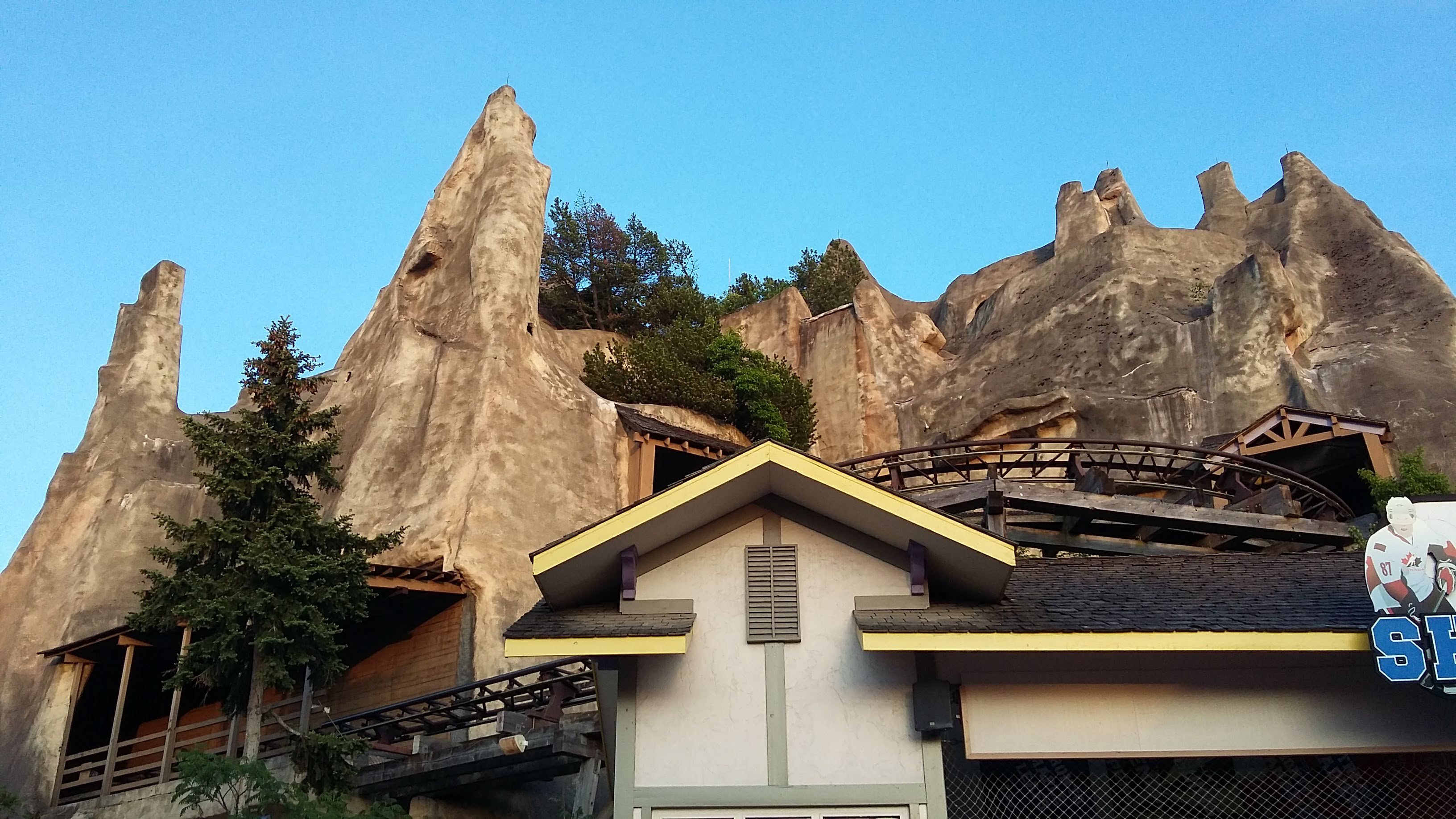
Blauer Enzian à Canada's Wonderland
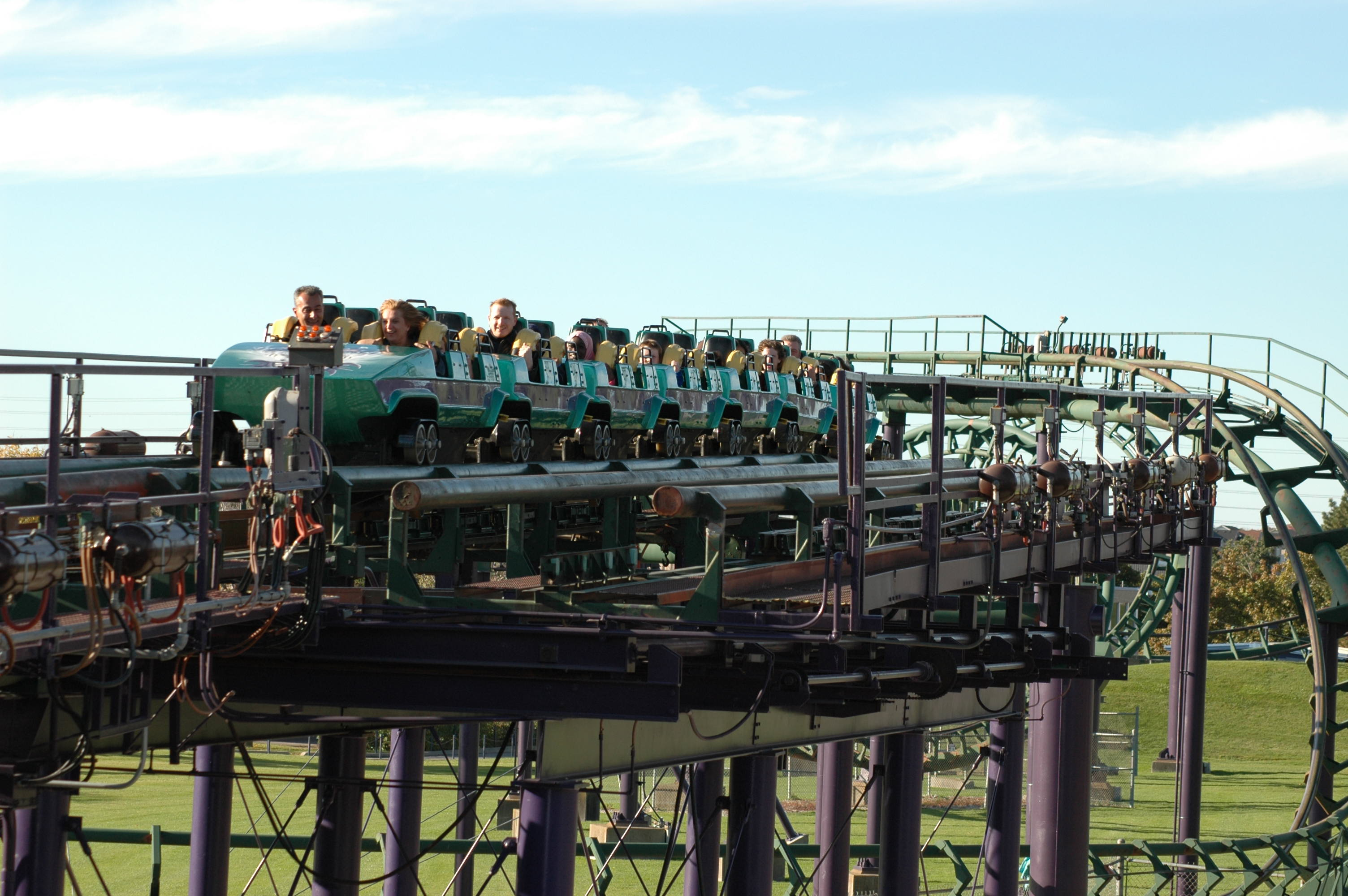
Dragon Fire à Canada's Wonderland
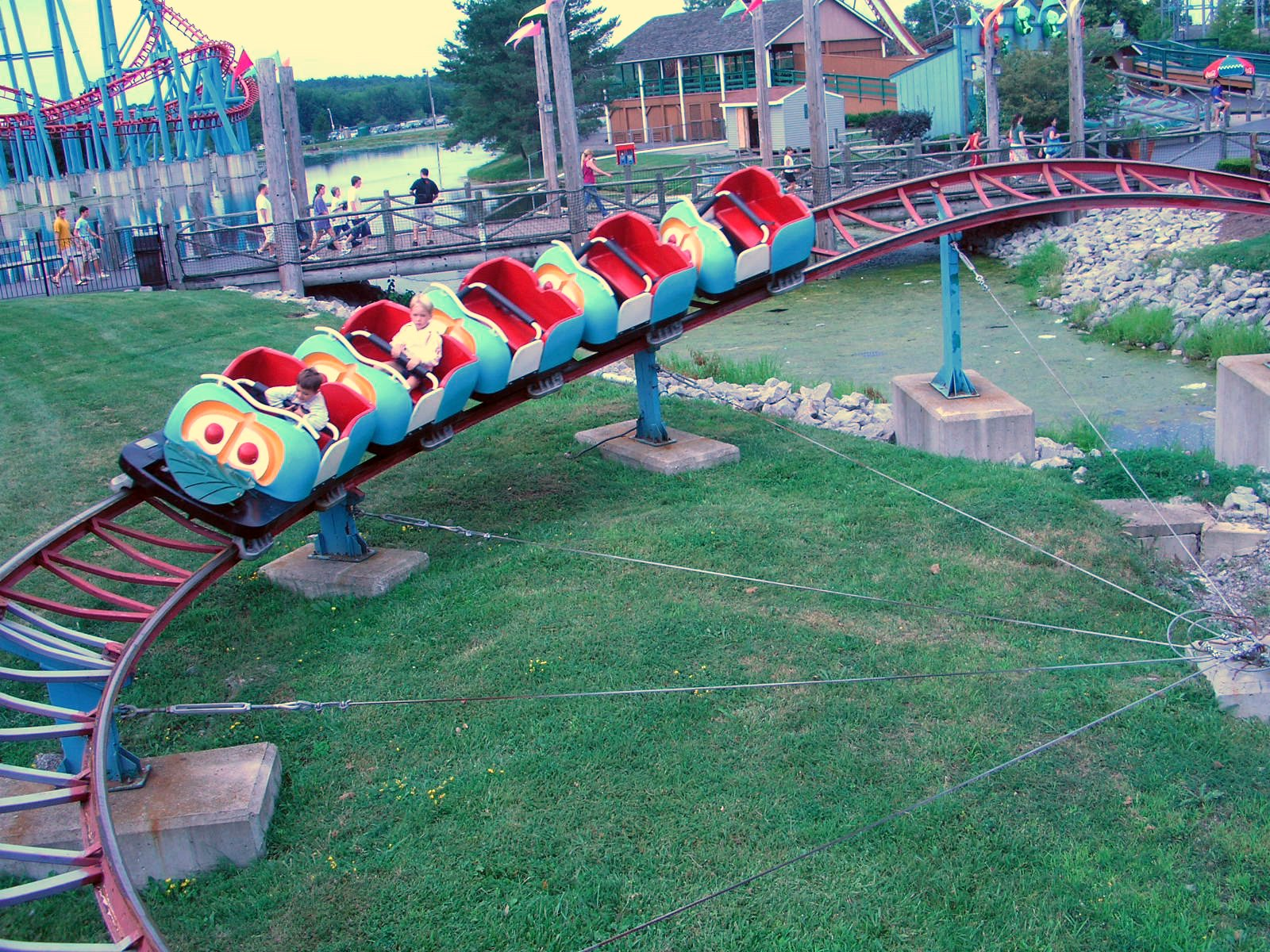
Ladybug à Darien Fun Country
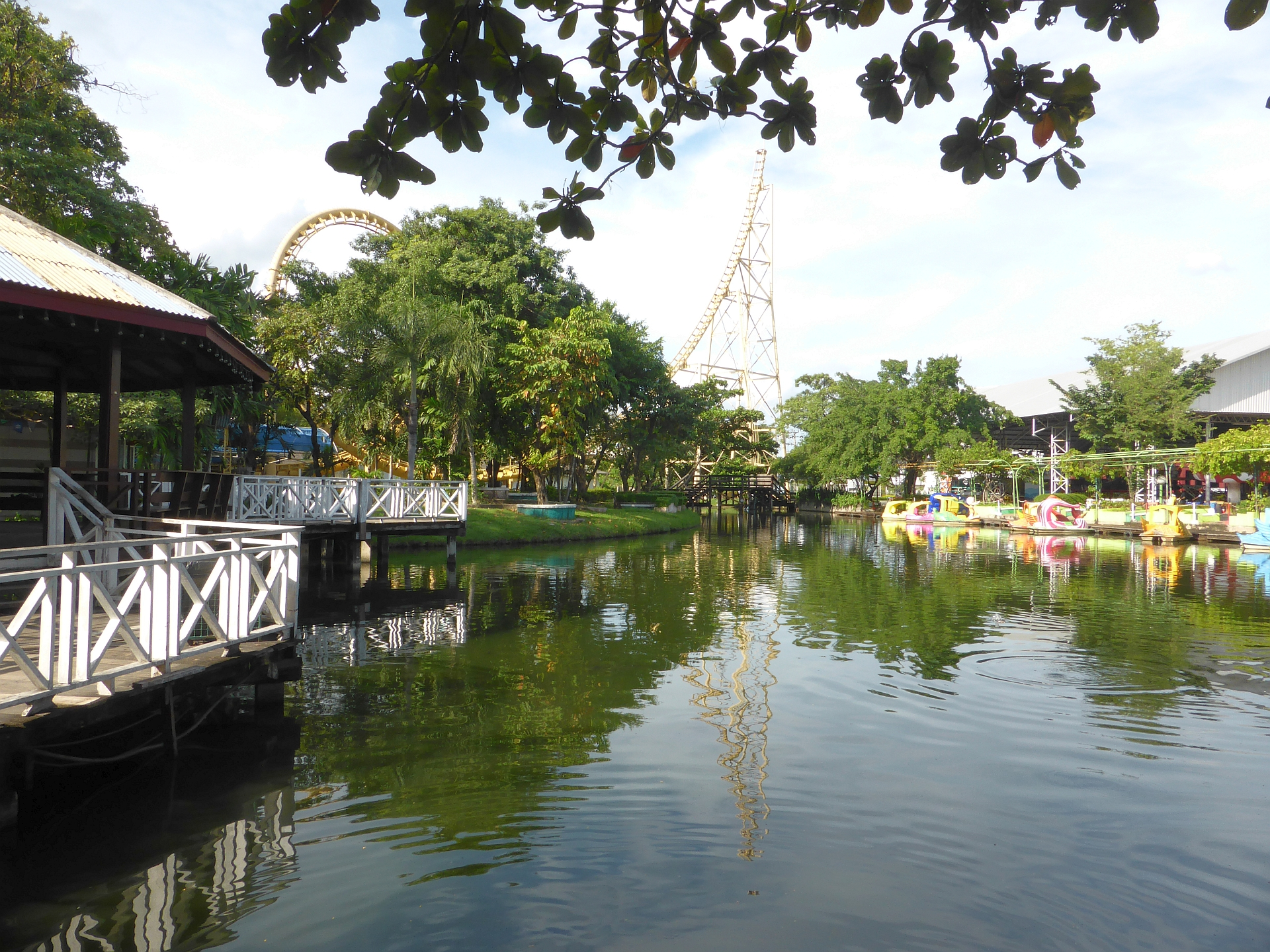
Loop the Loop à Siam Park City
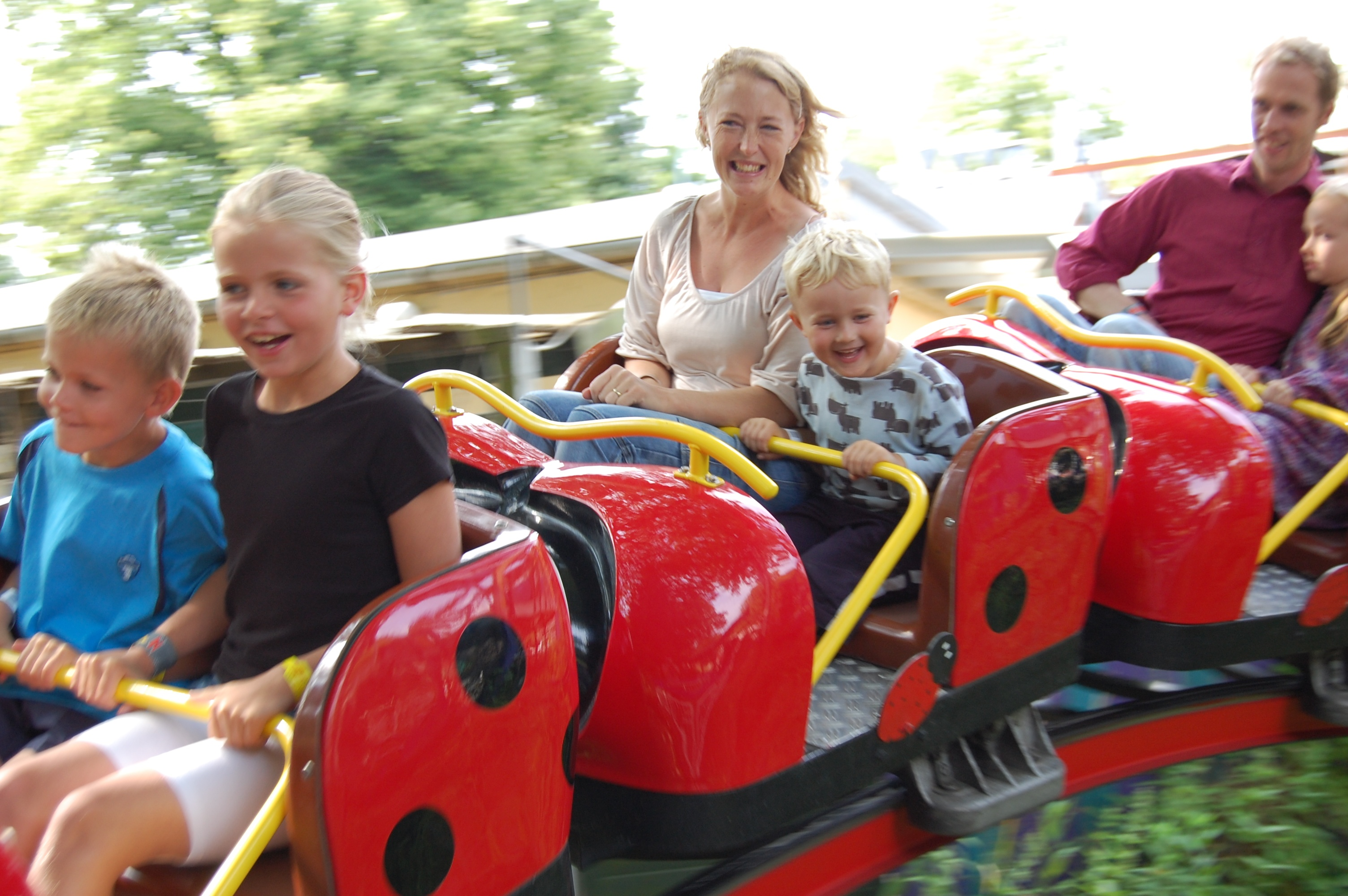
Mariehønen à Bakken
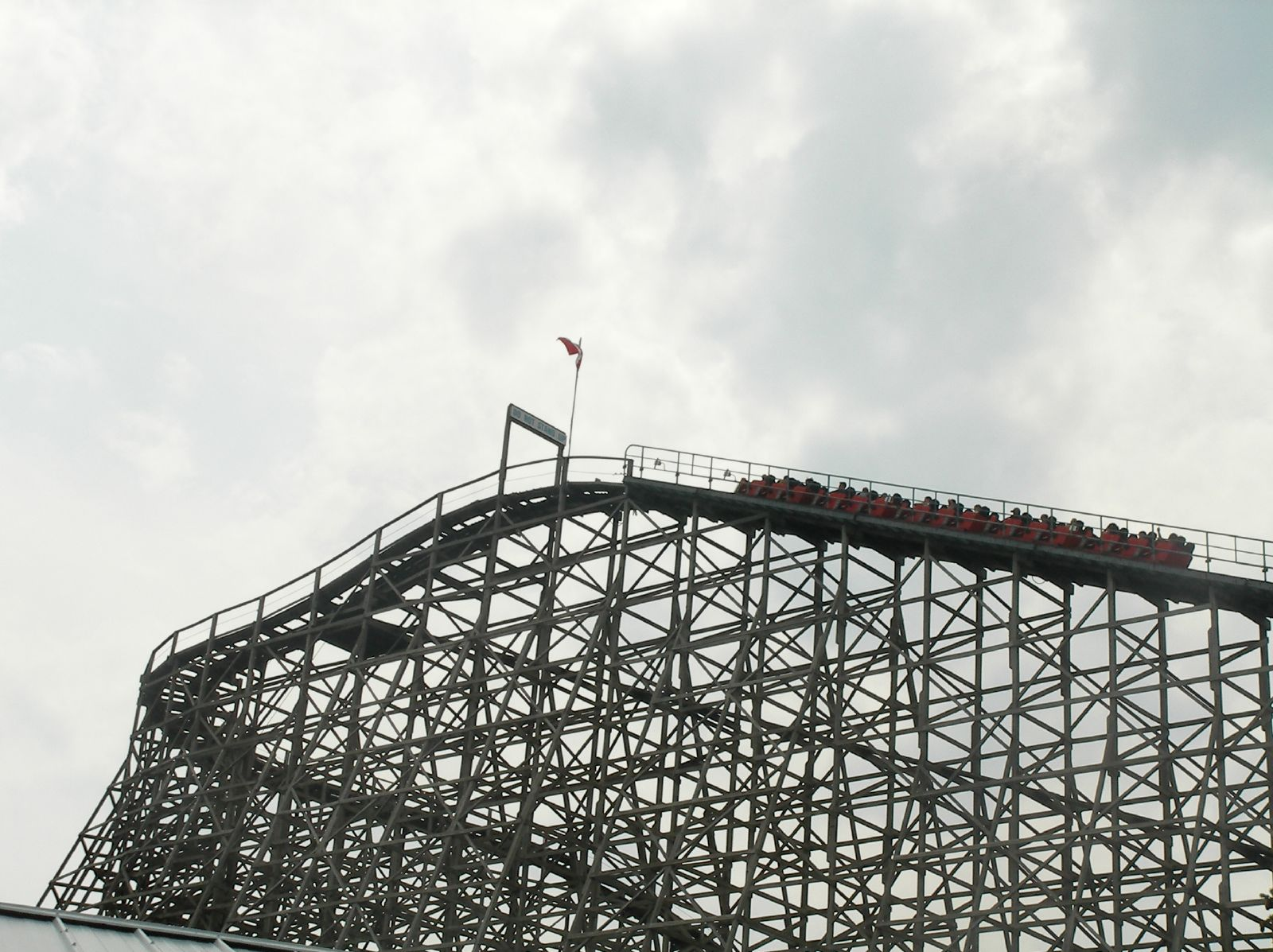
Mighty Canadian Minebuster à Canada's Wonderland
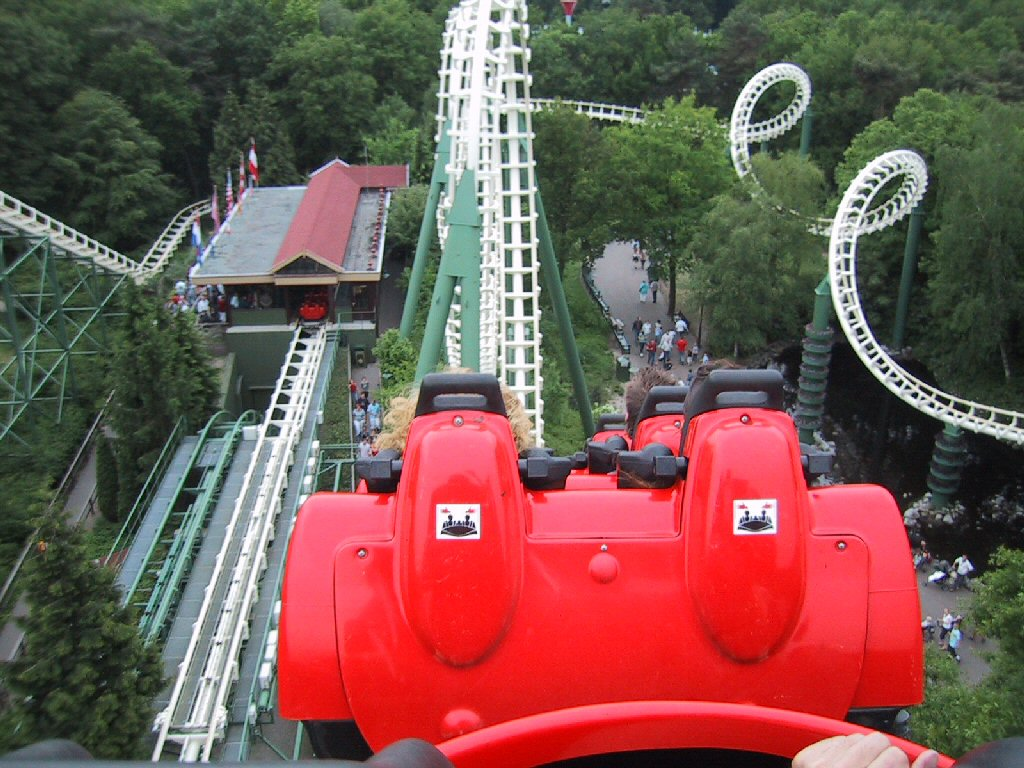
Python à Efteling
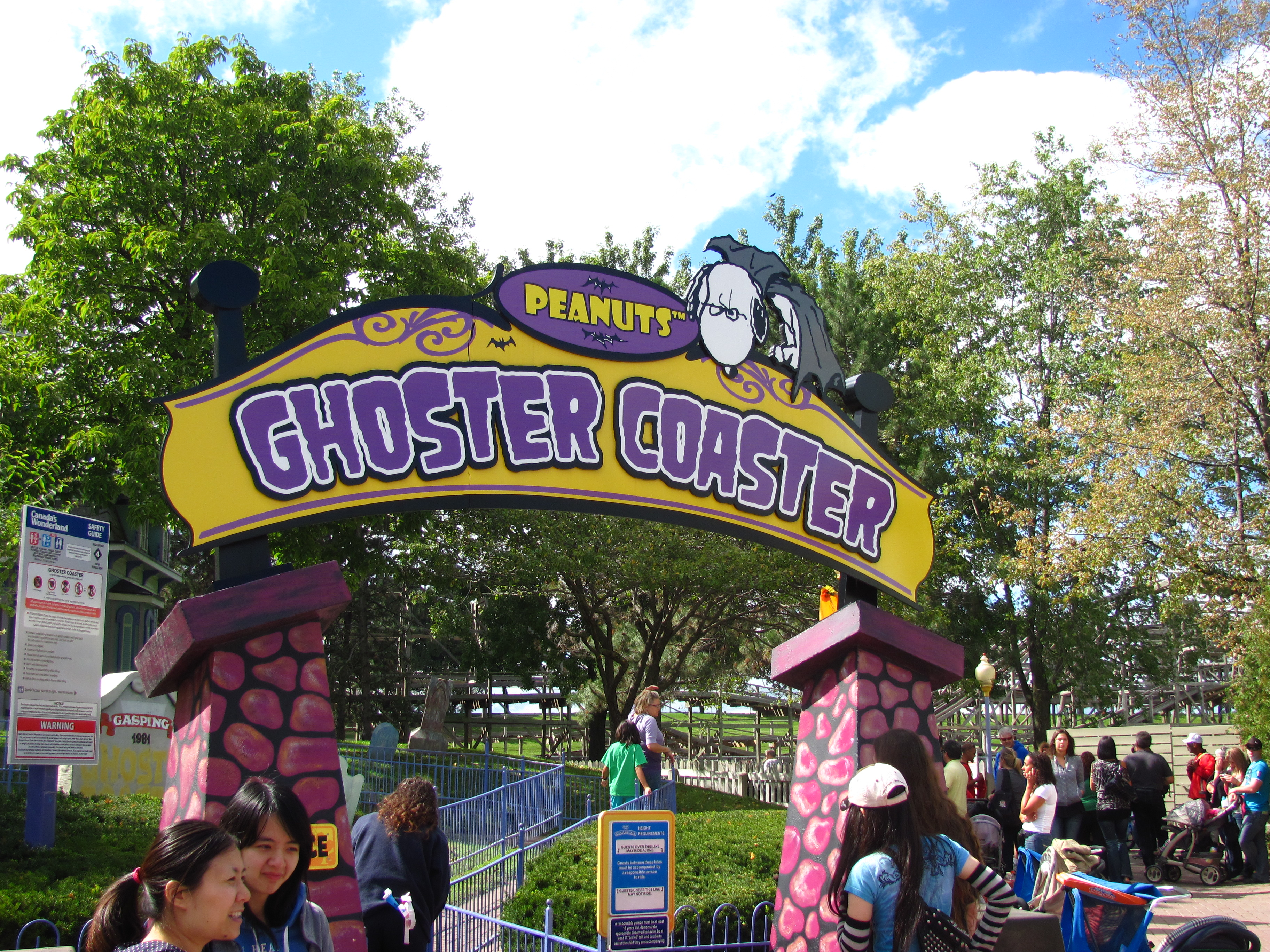
Scooby's Gasping Ghoster Coaster à Canada's Wonderland

### Autres attractions
| Nom de l'attraction                  | Type                     | Constructeur      | Parc                            | Pays        |
| ------------------------------------ | ------------------------ | ----------------- | ------------------------------- | ----------- |
| American Plunge                      | Bûches                   | Barr Engineering  | Silver Dollar City              | États-Unis  |
| Antikes Pferdekarussell              | Carrousel                |                   | Holiday Park                    | Allemagne   |
| Around the World in 80 Days          | Barque scénique          | Mack Rides        | Alton Towers                    | Royaume-Uni |
| Battering Ram                        | Bateau à bascule         | Intamin           | Busch Gardens : The Old Country | États-Unis  |
| Big Yoyo                             | Paratower                | Vekoma            | Walibi Wavre                    | Belgique    |
| Congo Rapids                         | Rivière rapide en bouées |                   | Six Flags Great Adventure       | États-Unis  |
| Conquête de l'Ouest (la)             | Locomotives à pédales    | Soquet            | Le Pal                          | France      |
| Conquistador                         | Bateau à bascule         | Intamin           | Six Flags Over Texas            | États-Unis  |
| Enterprise                           | Enterprise               | Anton Schwarzkopf | Bellewaerde                     | Belgique    |
| Forêt enchantée (la)                 | Charettes sur rail       | Soquet            | Le Pal                          | France      |
| Geister Rikscha                      | Parcours scénique        | Anton Schwarzkopf | Phantasialand                   | Allemagne   |
| Giant Sky Wheel                      | Grande roue              | Barbieri          | Canobie Lake Park               | États-Unis  |
| Gold Rusher                          | Parcours scénique        | Maurice Ayers     | Kennywood                       | États-Unis  |
| Gondoletta                           | Tow boat ride            | Intamin           | Efteling                        | Pays-Bas    |
| Oldtimers                            | Circuit de voitures      | Metallbau Emmeln  | Bellewaerde                     | Belgique    |
| Paardencaroussel                     | Carrousel                | Zierer            | Attractiepark Slagharen         | Pays-Bas    |
| Parachute Tower                      | Paratower                | Vekoma            | Bobbejaanland                   | Belgique    |
| Piratenboot                          | Bateau à bascule         | Huss Rides        | Meli Park                       | Belgique    |
| Roaring Rapids                       | Rivière rapide en bouées | Intamin           | Six Flags Magic Mountain        | États-Unis  |
| Rocky Hollow Log Ride                | Bûches                   |                   | Dreamworld                      | Australie   |
| Sateenkaari                          | Rainbow                  | Huss Rides        | Linnanmäki                      | Finlande    |
| Sol Loco Devenu The Orbiter en 2002. | Enterprise               | Huss Rides        | Canada's Wonderland             | Canada      |
| Swing Of The Century                 | Chaises volantes         | Zierer            | Canada's Wonderland             | Canada      |
| The Flume - Unplugged                | Bûches                   | Mack Rides        | Alton Towers                    | Royaume-Uni |
| Viking's Rage                        | Bateau à bascule         | Huss Rides        | Canada's Wonderland             | Canada      |
| Voyage au-dessus du Monde (le)       | Monorail                 | Soquet            | Le Pal                          | France      |
| Wilde Knight Mares                   | Round-up                 | Huss Rides        | Canada's Wonderland             | Canada      |
| Wildwasserbahn                       | Bûches                   |                   | Rasti-Land                      | Allemagne   |

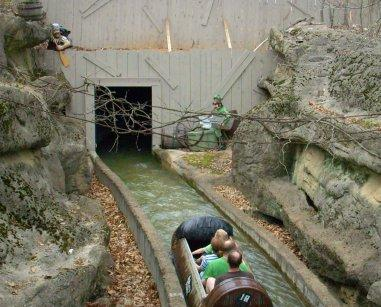
American Plunge à Silver Dollar City
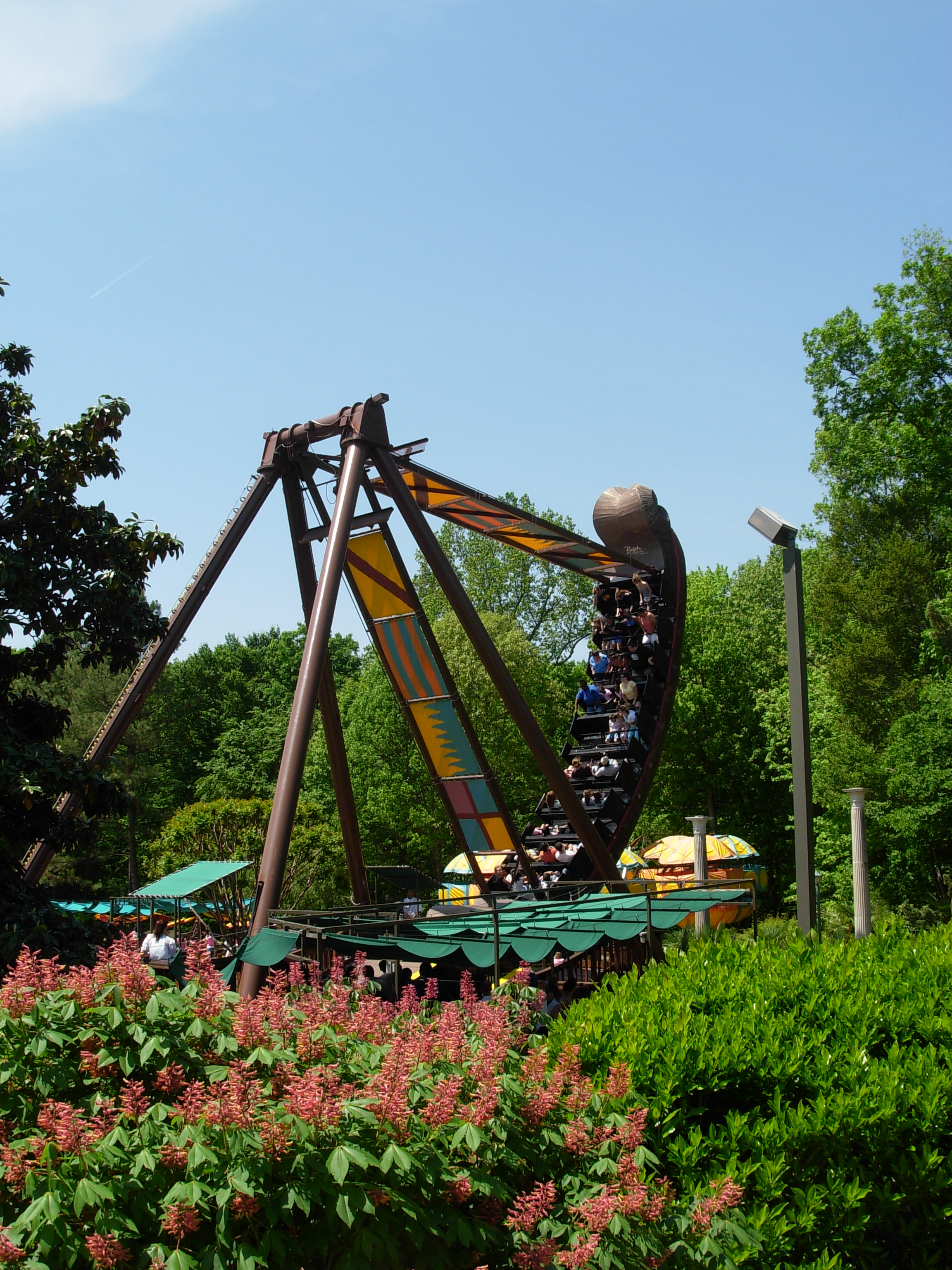
Battering Ram à Busch Gardens : The Old Country
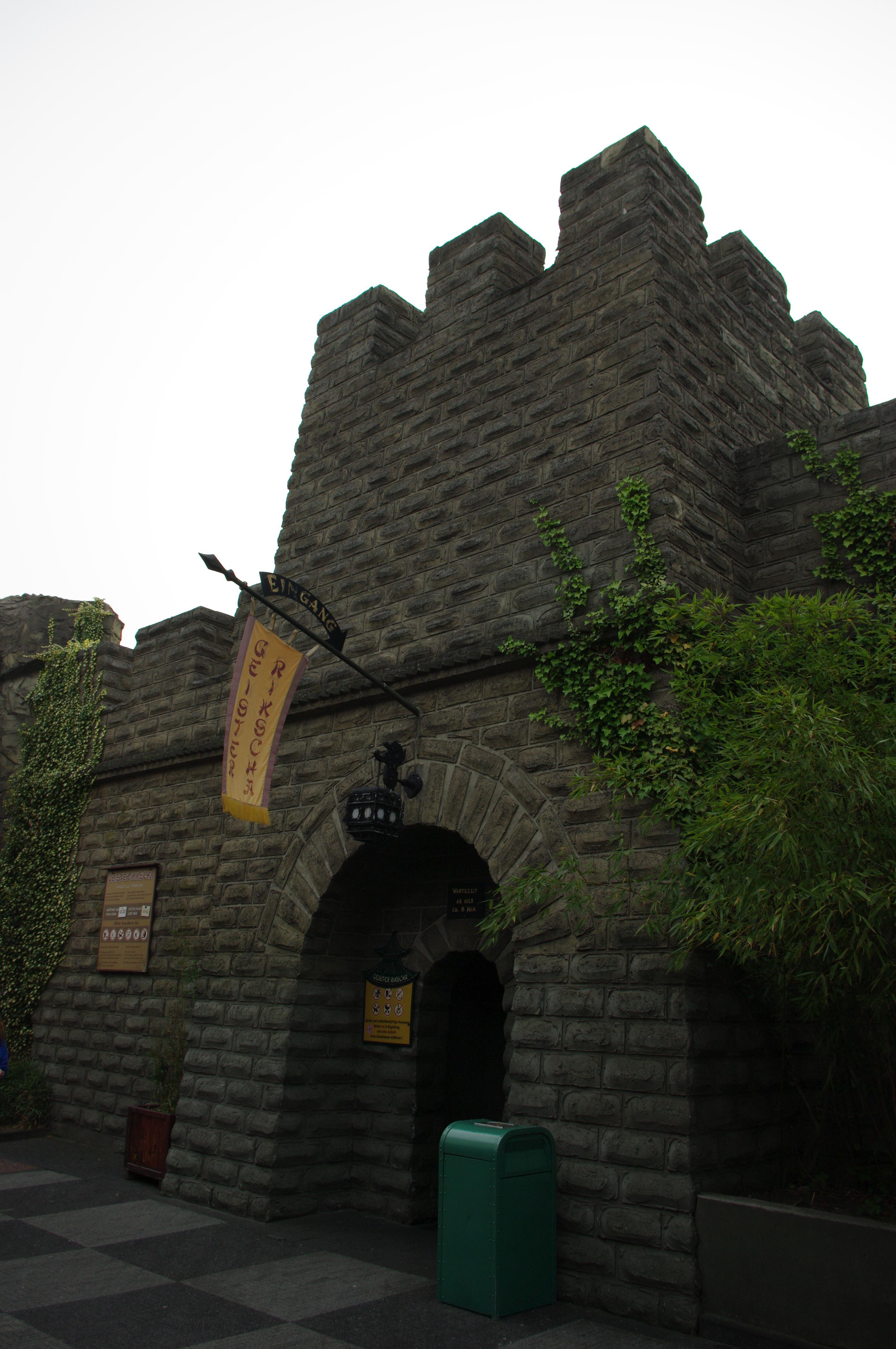
Entrée de Geister Rikscha à Phantasialand
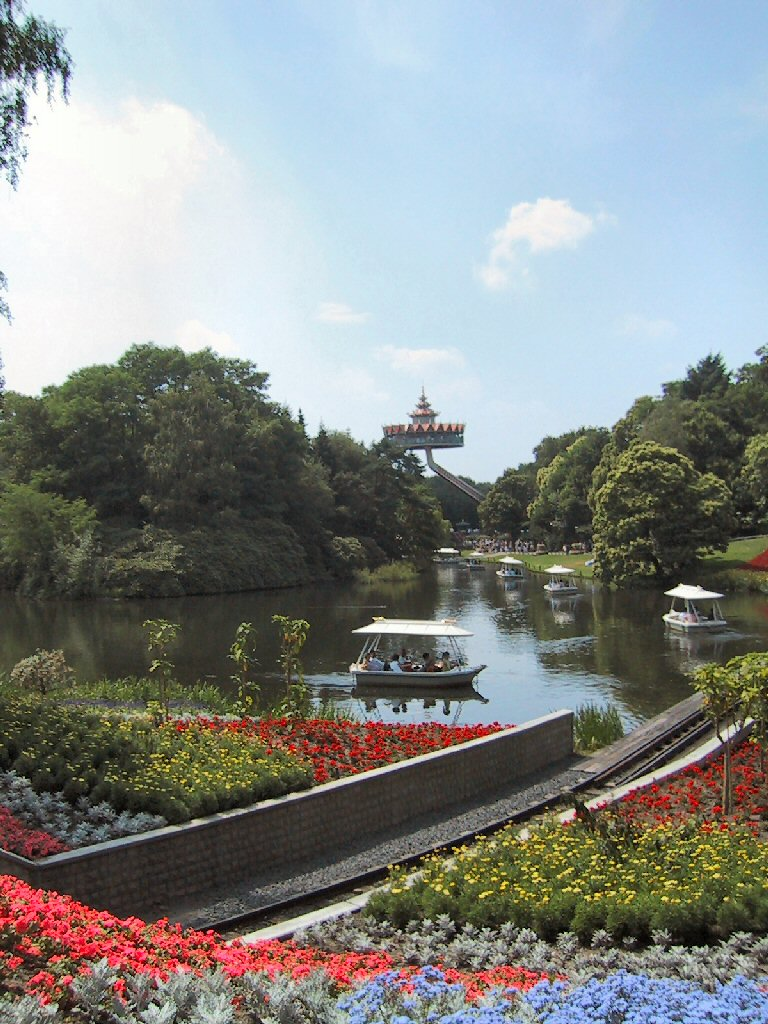
Gondoletta à Efteling
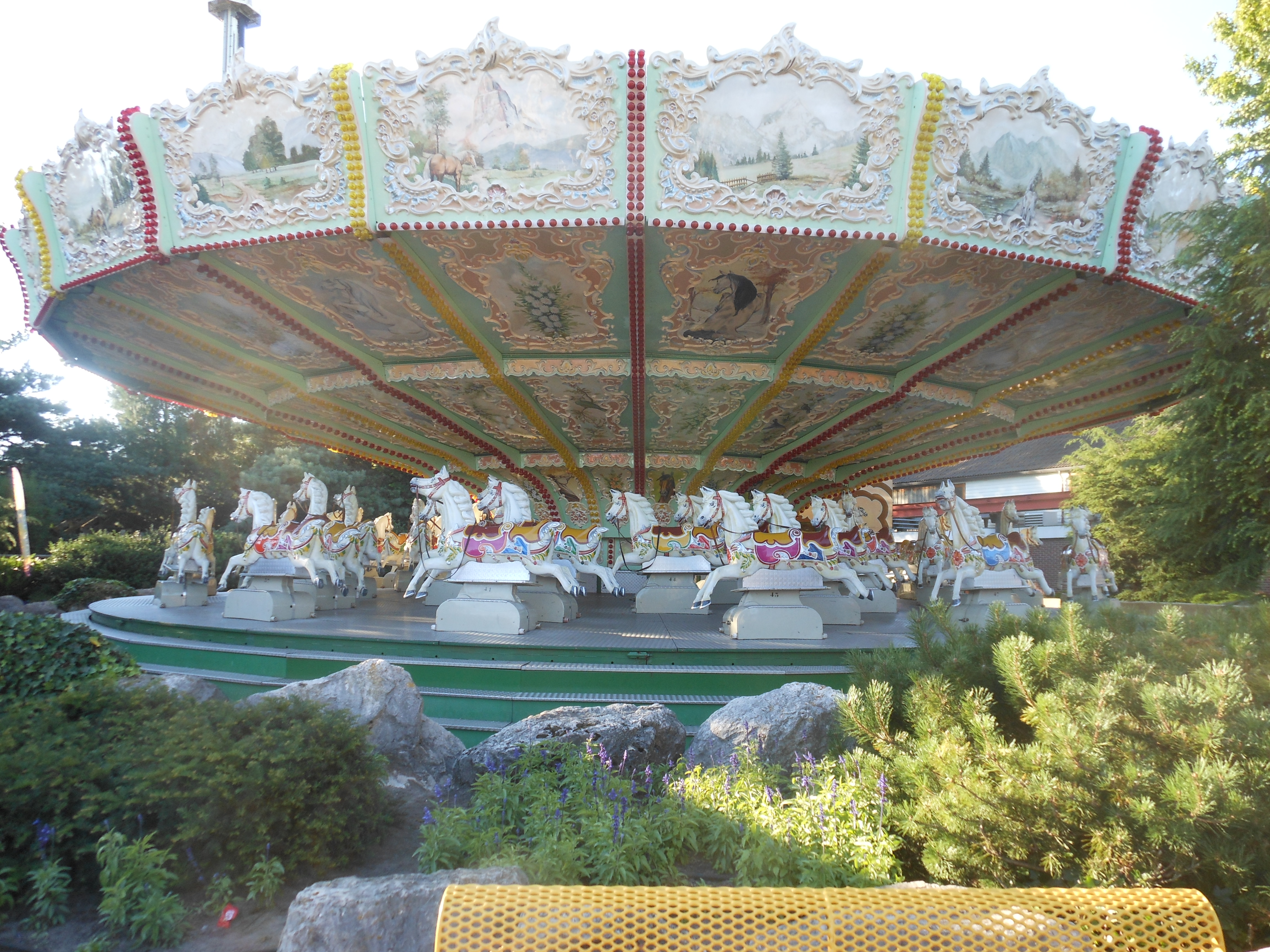
Paardencaroussel à Attractiepark Slagharen
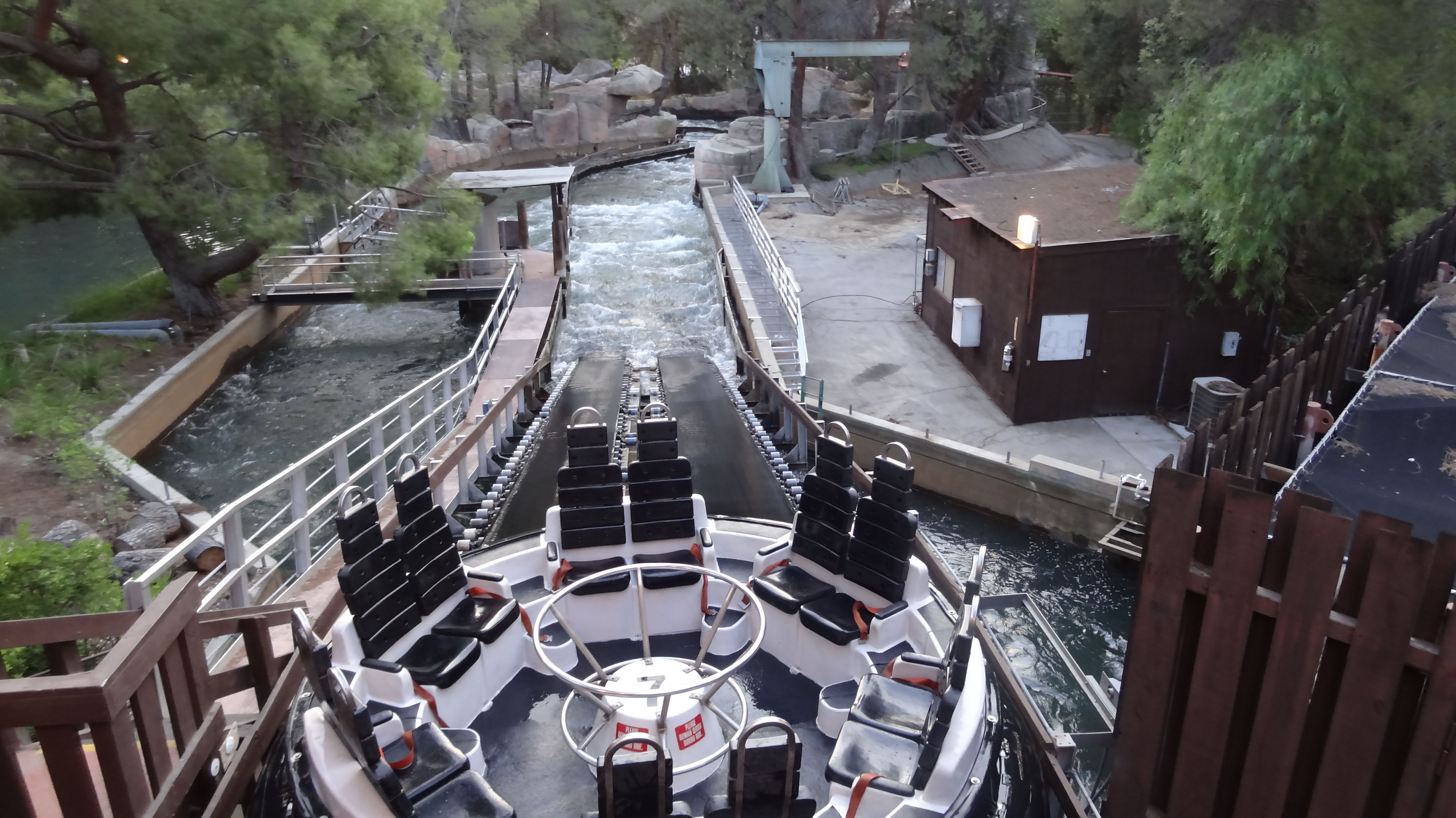
Roaring Rapids à Six Flags Magic Mountain
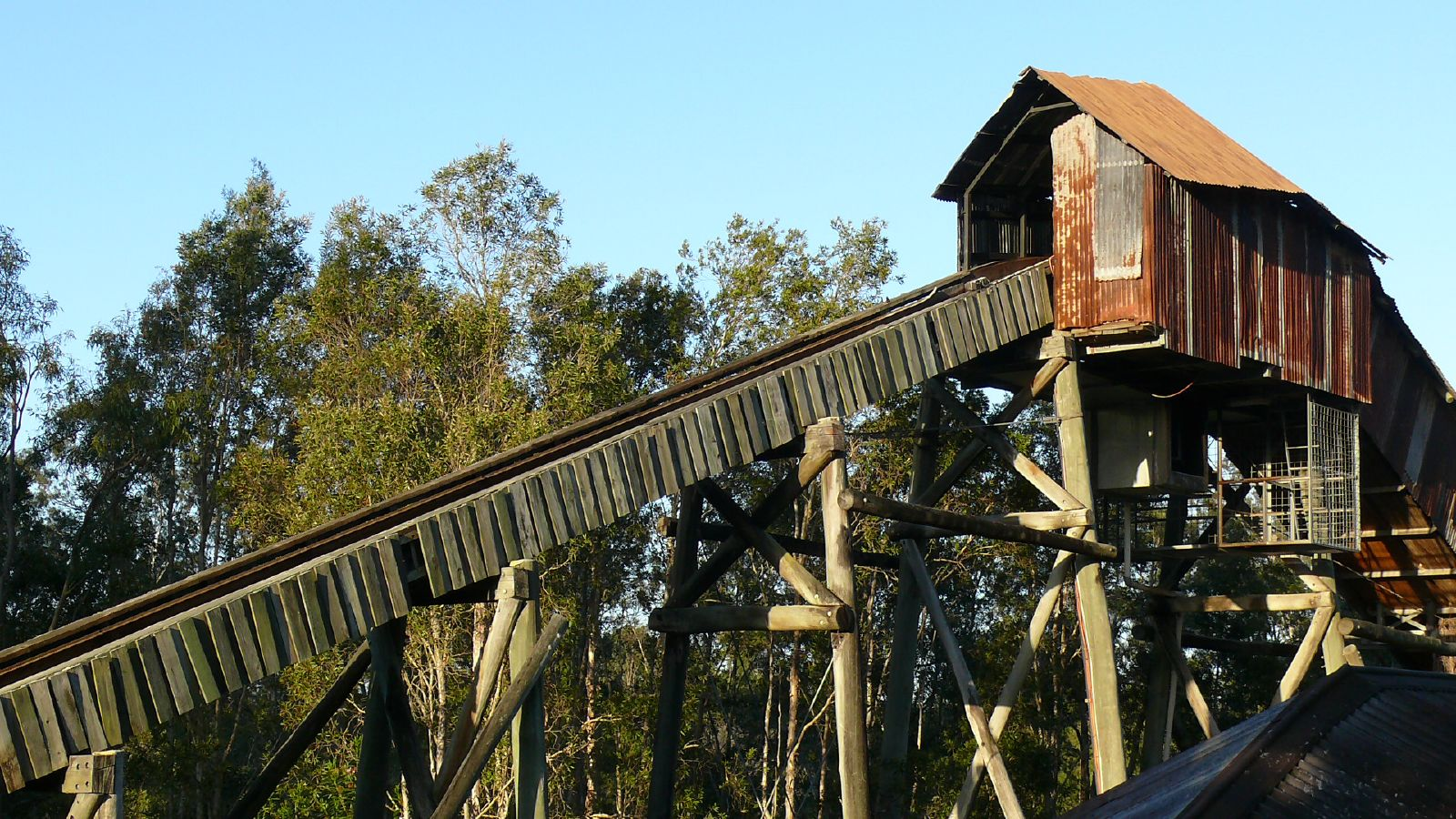
Rocky Hollow Log Ride à Dreamworld
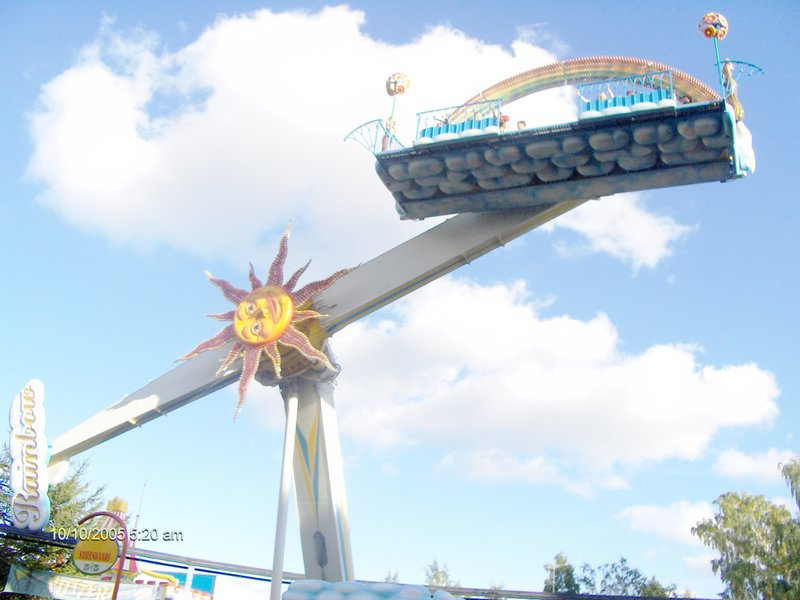
Sateenkaari à Linnanmäki
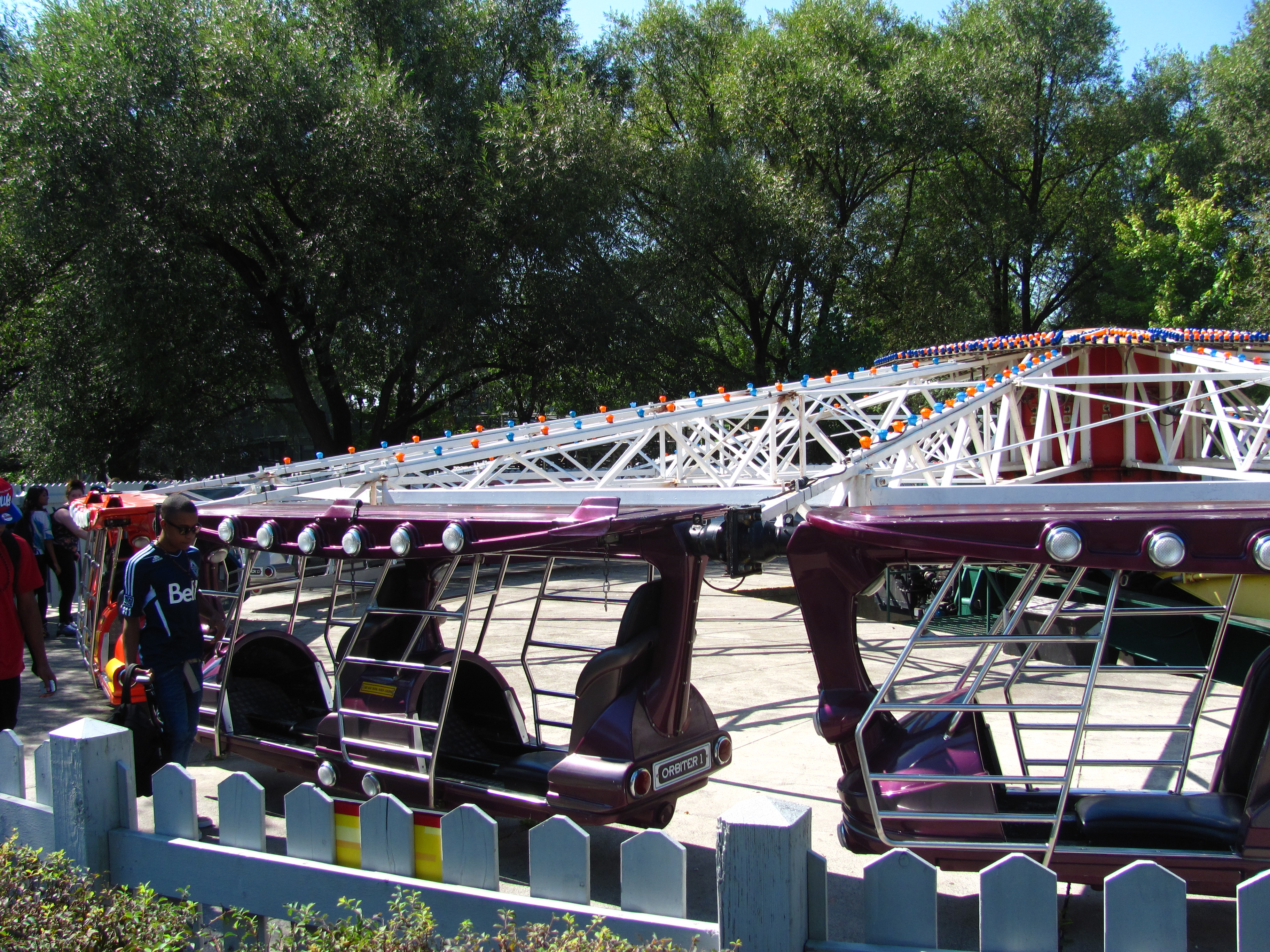
Sol Loco à Canada's Wonderland
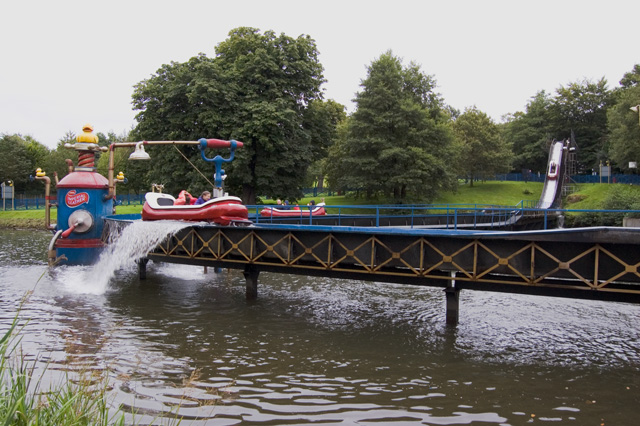
The Flume - Unplugged à Alton Towers
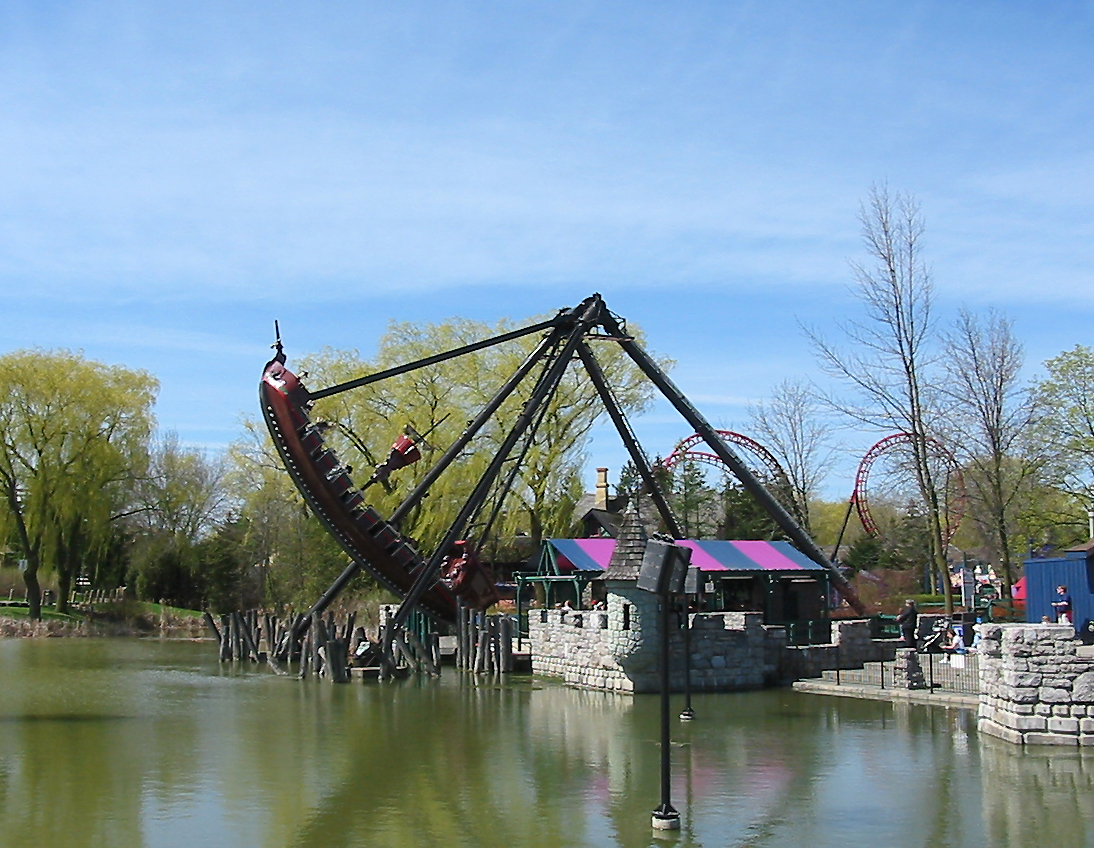
Viking's Rage à Canada's Wonderland
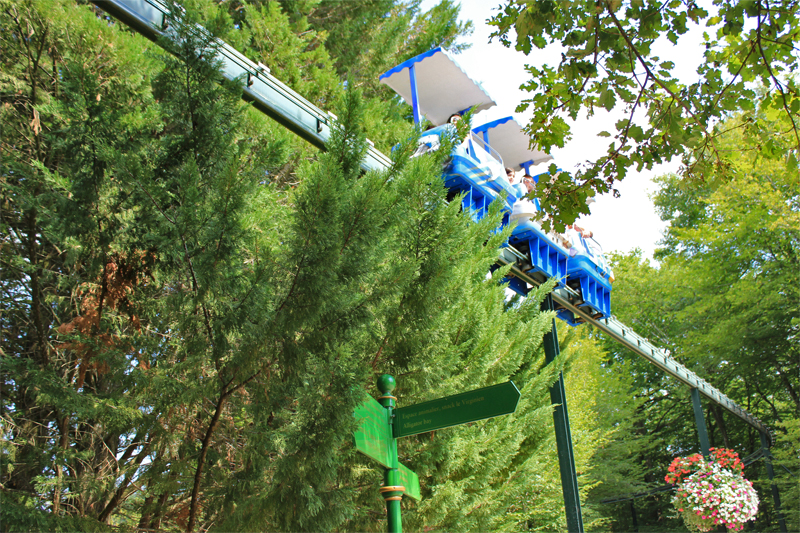
Voyage au-dessus du monde à Le Pal
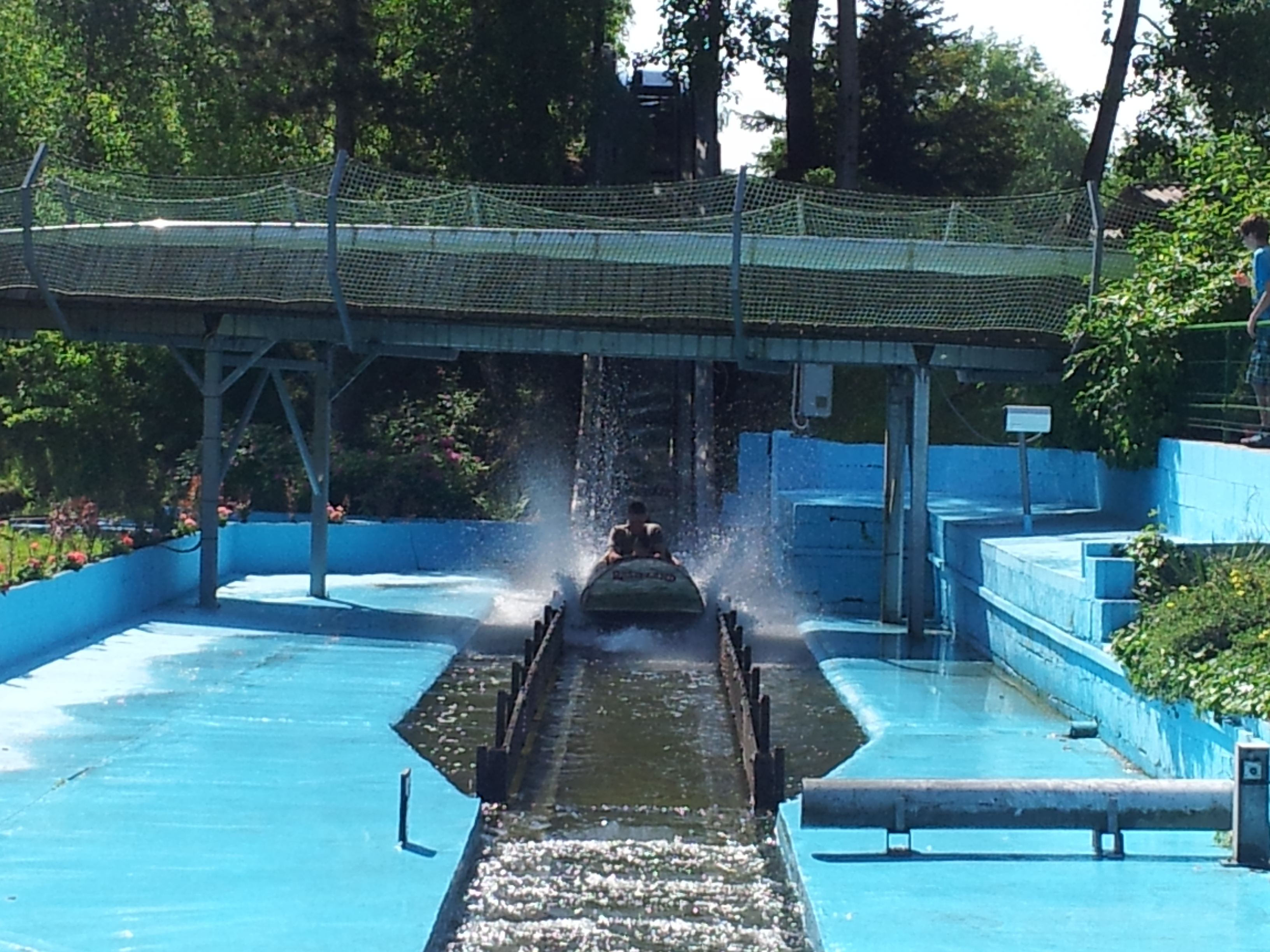
Wildwasserbahn à Rasti-Land

#### Nouveau thème
| Nom                | Type / Modèle   | Constructeur      | Parc                   | Pays       | Anciennement            |
| ------------------ | --------------- | ----------------- | ---------------------- | ---------- | ----------------------- |
| Monster Plantation | Barque scénique | Arrow Development | Six Flags Over Georgia | États-Unis | Tales of the Okefenokee |